# 444-та дивізія охорони (Третій Рейх)
444-та дивізія охорони (Третій Рейх) (нім. 444. Sicherungs-Division) — піхотна дивізія німецьких сухопутних військ, що виконувала завдання з охорони тилу військ вермахту за часів Другої світової війни.

## Історія з'єднання
444-та дивізія охорони створена 15 березня 1941 року в сілезькому Оглаві у VIII військовому окрузі шляхом перейменування Дивізії № 444 (нім. Division z.b.V. 403) та доукомплектуванням за рахунок підрозділів 213-ї піхотної дивізії вермахту. З початком німецького вторгнення до Радянського Союзу, дивізія діяла на південному фланзі німецько-радянської війни, в Україні та на півдні Російської РФСР у тиловій смузі групи армій «Південь». Основними завданнями з'єднання було забезпечення безпеки ліній зв'язку та електропостачання, залізниць та боротьба з партизанським рухом у тилових районах вермахту. Разом з іншими силами безпеки та поліції на окупованих територіях дивізія брала участь у воєнних злочинах проти військовополонених та цивільного населення. Дивізія підпорядковувалася Карлу фон Року, командувачу тилової зони групи армій «Південь». Подібно до 454-ї охоронної дивізії, вона проводила «зачистки» в районах, які, за твердженнями місцевих жителів, переховували «партизанів» (термін «партизан» використовувався як взаємозамінний з термінами «комісар», «більшовик», «єврей» і «партизан»).
З листопада 1941 року дивізія отримала наказ провести формування тюркського підрозділу («Східного батальйону») серед радянських полонених у таборах для військовополонених. Таким чином, у листопаді 1942 року було створено Туркестанський легіон (з чотирьох рот). На початку січня 1943 року, тепер вже у складі групи армій «А», шість калмицьких кавалерійських ескадронів були передані під командування дивізії як Калмицький загін. У лютому 1943 року дивізія була підпорядкована 4-й танковій армії, потім армійській групі «Голлідт» та її наступниці — 6-й армії. У цей період у ході переміщення між Ростовом і Міусом дивізія виконувала заходи безпеки, які описувалися як небойові.
На початку 1944 року обидва охоронні полки були виведені зі складу з'єднання, а в травні 1944 року дивізія була повністю розформована.

## Райони бойових дій
- Німеччина (березень — червень 1941)
- СРСР (південний напрямок) (червень 1941 — травень 1944)

## Командування

### Командири
- генерал-майор Алоїс Йозеф фон Моло (15 березня — квітень 1941)
- генерал-лейтенант Вільгельм Руссвурм (квітень 1941 — лютий 1942)
- генерал-лейтенант Гельге Аулеб (лютий — березень 1942)
- генерал-майор, пізніше генерал-лейтенант Адальберт Мікулич-Радецький (березень 1942 — травень 1944)

### Підпорядкованість
| Час      | Корпус    | Армія         | Група армій (округ)   | Штаб             |
| -------- | --------- | ------------- | --------------------- | ---------------- |
| 1941     |           |               |                       |                  |
| квітень  |           |               |                       | VIII ВО          |
| червень  | XXXXIX гк | 17 А          | Група армій «Південь» | Перемишль        |
| липень   |           |               | Група армій «Південь» | Стрий            |
| 1942     |           |               |                       |                  |
| січень   |           |               | Група армій «Центр»   | Південна Україна |
| серпень  |           |               | Група армій «A»       | Південна Україна |
| 1943     |           |               |                       |                  |
| січень   |           |               | Група армій «A»       | Південна Росія   |
| лютий    |           | 4 ТА          | Група армій «Дон»     | Південна Росія   |
| березень |           | АГр «Голлідт» | Група армій «Південь» | Південна Росія   |
| квітень  | XXIV тк   | 6 А           | Група армій «Південь» | Україна          |
| травень  |           |               | Група армій «Південь» | Україна          |